# Lispe aquamarina
Lispe aquamarina är en tvåvingeart som beskrevs av Shinonaga och Tadao Kano 1983. Lispe aquamarina ingår i släktet Lispe och familjen husflugor. Inga underarter finns listade i Catalogue of Life.